# فتح أباد (حسين أباد كرمان)
فتح أباد (بالفارسية: فتح‌آباد) هي منطقة سكنية تقع في إيران في Hoseynabad Rural District. يقدر عدد سكانها بـ 289 نسمة .